# Breeders' Cup Filly & Mare Sprint
Groupe 1
La Breeders' Cup Filly & Mare Sprint est l'une des épreuves de la Breeders' Cup. Elle est ouverte aux pouliches et juments de 3 ans et plus, et se déroule sur la distance de 1 400 m sur le dirt, après une édition courue sur 1 200 mètres en 2007.
Ajoutée au programme de la Breeders' Cup en 2007, cette épreuve dotée de 1 000 000 $ a acquis le statut de groupe 1 en 2009.

## Palmarès
| Année | Hippodrome       | Vainqueur         | Âge | Pays        | Père             | Jockey           | Entraîneur            | Propriétaire                        | Deuxième          | Troisième          | Temps   |
| ----- | ---------------- | ----------------- | --- | ----------- | ---------------- | ---------------- | --------------------- | ----------------------------------- | ----------------- | ------------------ | ------- |
| 2024  | Del Mar          | Soul of An Angel  | 5   | États-Unis  | Atreides         | Drayden Van Dyke | Saffie A. Joseph, Jr. | C Two Racing & Agave Racing         | Society           | Pleasant           | 1'21"59 |
| 2023  | Santa Anita Park | Goodnight Olive   | 5   | États-Unis  | Ghostzapper      | Irad Ortiz, Jr   | Chad Brown            | First Row Partners & Team Hanley    | Yuugiri           | Three Witches      | 1'22"97 |
| 2022  | Keeneland        | Goodnight Olive   | 4   | États-Unis  | Ghostzapper      | Irad Ortiz, Jr   | Chad Brown            | First Row Partners & Team Hanley    | Echo Zulu         | Wicked Halo        | 1'21"61 |
| 2021  | Del Mar          | Ce Ce             | 5   | États-Unis  | Elusive Quality  | Victor Espinoza  | Michael McCarthy      | Bo Hirsch LLC                       | Edgeway           | Gamine             | 1'21"00 |
| 2020  | Keeneland        | Gamine            | 3   | États-Unis  | Into Mischief    | John Velasquez   | Bob Baffert           | M. Lund Petersen                    | Serengeti Empress | Bells The One      | 1'20"20 |
| 2019  | Santa Anita Park | Covfefe           | 3   | États-Unis  | Into Mischief    | Joel Rosario     | Brad H. Cox           | LNJ Foxwoods                        | Bellafina         | Dawn The Destroyer | 1'22"40 |
| 2018  | Churchill Downs  | Shamrock Rose     | 3   | États-Unis  | First Dude       | Irad Ortiz, Jr   | Mark E. Casse         | Conrad Farms                        | Chalon            | Anonymity          | 1'23"13 |
| 2017  | Del Mar          | Bar of Gold       | 5   | États-Unis  | Medaglia d'Oro   | Irad Ortiz, Jr   | John C. Kimmel        | M. Broman, Sr                       | Amis Mesa         | Carina Mia         | 1'22"63 |
| 2016  | Santa Anita Park | Finest City       | 4   | États-Unis  | City Zip         | Mike E. Smith    | Ian Kruljac           | Seltzer Thoroughbreds               | Wavell Avenue     | Paulassilverlining | 1'22"37 |
| 2015  | Keeneland        | Wavell Avenue     | 4   | États-Unis  | Harlington       | Joel Rosario     | Chad Brown            | M.Dubb, D.Simon & Bethlehem Stables | La Verdad         | Taris              | 1'22"39 |
| 2014  | Santa Anita Park | Judy The Beauty   | 5   | États-Unis  | Ghostzapper      | Mike E. Smith    | Wesley Ward           | Wesley Ward                         | Better Lucky      | Thank You Marylou  | 1'21"92 |
| 2013  | Santa Anita Park | Groupie Doll      | 5   | États-Unis  | Bowman's Band    | Rajiv Maragh     | William Bradley       | Bradley F & W/Hurst/Brent           | Judy The Beauty   | Dance Card         | 1'20"75 |
| 2012  | Santa Anita Park | Groupie Doll      | 4   | États-Unis  | Bowman's Band    | Rajiv Maragh     | William Bradley       | Bradley F & W/Hurst/Brent           | Dust and Diamonds | Switch             | 1'20"72 |
| 2011  | Churchill Downs  | Musical Romance   | 4   | États-Unis  | Concorde's Tune  | Juan Leyva       | William A. Caplan     | Pinnacle Racing Stable              | Switch            | Her Smile          | 1'23"47 |
| 2010  | Churchill Downs  | Dubai Majesty     | 5   | États-Unis  | Essence of Dubai | Jamie Theriot    | W. Bret Calhoun       | Martin Racing Stable & D.Morgan     | Switch            | Evening Jewel      | 1'22"33 |
| 2009  | Santa Anita Park | Informed Decision | 4   | États-Unis  | Monarchos        | Julien Leparoux  | Jonathan Sheppard     | Augustin Stable                     | Ventura           | Free Flying Soul   | 1'21"66 |
| 2008  | Santa Anita Park | Ventura           | 4   | Royaume-Uni | Chester House    | Garrett Gomez    | Robert J. Frankel     | Juddmonte Farms                     | Indian Blessing   | Zaftig             | 1'19"90 |
| 2007  | Monmouth Park    | Maryfield         | 6   | Canada      | Elusive Quality  | Elvis Trujillo   | Doug O'Neill          | Gorman / Mestrandrea et al.         | Miraculous Miss   | Miss Macy Sue      | 1'09"85 |